# Makole
Makole este o localitate din comuna Makole, Slovenia, cu o populație de 286 de locuitori.